# 이중대치혁명전쟁
이중대치혁명전쟁(일본어: 二重対峙革命戦争 니쥬우타이지카쿠메이센소우[*])은 일본 신좌파의 한 정파인 혁명적공산주의자동맹 전국위원회(중핵파)의 용어로, 자기들의 내부게발트를 정당화하는 논법으로 사용되었다.
"이중대치"란, 본래의 적인 국가권력(경찰)과 "혁명정당을 자처하는 반혁명 카쿠마루(カクマル: 혁마르파. 한자 "혁"자를 붙여주기도 아깝다고 중팩파는 혁마르파를 꼬박꼬박 가타가나로 불렀다)"에 동시에 대치한다는 뜻이다.
1970년대 들어 중핵파는 혁마르파와의 대립을 심화시켜 각지에서 내부게발트를 반복하고 있었다. 중핵파 지도부는 혁마르파 섬멸전을 대권력투쟁과 대등한 주요 테마로 강조하여 조직의 강화를 도모했다.

## 참고 자료
- 『 現代用語の基礎知識（1975年版） 』自由国民社、1975年